# Kouloun
Le Kouloun (koul siginifiant « lac »), en kirghize et en russe : Кулун, est un lac de montagne du Kirghizistan qui est situé sur le versant ouest des monts Ferghana et appartient administrativement au territoire de la province d'Och. Il se trouve à 2 856 mètres d'altitude dans le territoire de la réserve naturelle de Koulounata. Il est alimenté par la petite rivière Kouloun et se déverse dans un petit lac, le Petit Kouloun, à 2,5 km plus bas.

## Source
- (ru) Cet article est partiellement ou en totalité issu de l’article de Wikipédia en russe intitulé « Кулун (озеро) » (voir la liste des auteurs).